# Ragnar Petré
Ragnar Fridolf Petré, född 2 november 1892 i Stockholm, död 14 november 1943, var en svensk jurist.
Ragnar Petré avlade studentexamen i Stockholm 1910 och juris kandidatexamen 1915. Han blev därefter e.o. notarie i Göta hovrätt 1916, tf. fiskal 1919, assessor 1923, fiskal 1924, tf. revisionssekreterare 1926, hovrättsråd 1929 och revisionssekreterare 1931. Han var häradshövding i Medelpads östra domsaga 1932–1938 och justitieråd 1938–1943. Petré är begravd på Norra begravningsplatsen utanför Stockholm.